# Poule D de la Coupe du monde de rugby à XV 2023
La poule D de la Coupe du monde de rugby à XV 2023, qui se dispute en France du 8 septembre au 28 octobre 2023, comprend cinq équipes dont les deux premières se qualifient pour les quarts de finale de la compétition. Conformément au tirage au sort effectué le 14 décembre 2020 à Paris, les équipes d'Angleterre (Chapeau 1), du Japon (Chapeau 2), d'Argentine (Chapeau 3), des Samoa (Chapeau 4) et du Chili (Chapeau 5) composent ce groupe D.

## Classement
| Rang | Pays       | J | V | N | D | Em | Ee | Bo | Bd | Pm  | Pe  | Diff | Pts |
| ---- | ---------- | - | - | - | - | -- | -- | -- | -- | --- | --- | ---- | --- |
| 1    | Angleterre | 4 | 4 | 0 | 0 | 17 | 3  | 2  | 0  | 150 | 39  | +111 | 18  |
| 2    | Argentine  | 4 | 3 | 0 | 1 | 15 | 5  | 2  | 0  | 127 | 69  | +58  | 14  |
| 3    | Japon      | 4 | 2 | 0 | 2 | 12 | 14 | 1  | 0  | 109 | 107 | +2   | 9   |
| 4    | Samoa      | 4 | 1 | 0 | 3 | 11 | 7  | 1  | 2  | 92  | 75  | +17  | 7   |
| 5    | Chili      | 4 | 0 | 0 | 4 | 4  | 30 | 0  | 0  | 27  | 215 | -188 | 0   |

|  | Qualifiés pour les quarts de finale, et pour la Coupe du monde 2027 |
|  | Éliminé, mais qualifié pour la Coupe du monde 2027                  |

## Les matchs
| 9 septembre 2023  | Angleterre | 27 - 10 | Argentine | Stade Vélodrome, Marseille             |
| 10 septembre 2023 | Japon      | 42 - 12 | Chili     | Stadium de Toulouse, Toulouse          |
| 16 septembre 2023 | Samoa      | 43 - 10 | Chili     | Stade de Bordeaux, Bordeaux            |
| 17 septembre 2023 | Angleterre | 34 - 12 | Japon     | Stade de Nice, Nice                    |
| 22 septembre 2023 | Argentine  | 19 - 10 | Samoa     | Stade Geoffroy-Guichard, Saint-Étienne |
| 23 septembre 2023 | Angleterre | 71 - 0  | Chili     | Stade Pierre-Mauroy, Villeneuve-d'Ascq |
| 28 septembre 2023 | Japon      | 28 - 22 | Samoa     | Stadium de Toulouse, Toulouse          |
| 30 septembre 2023 | Argentine  | 59 - 5  | Chili     | Stade de la Beaujoire, Nantes          |
| 7 octobre 2023    | Angleterre | 18 - 17 | Samoa     | Stade Pierre-Mauroy, Villeneuve-d'Ascq |
| 8 octobre 2023    | Japon      | 27 - 39 | Argentine | Stade de la Beaujoire, Nantes          |

### Angleterre - Argentine
Homme du match :  George Ford
Points marqués :

Angleterre :
- 6 pénalités de Ford (10e, 46e, 54e, 58e, 65e, 75e)
- 3 drops de Ford (27e, 30e, 36e)

Argentine :
- 1 essai de Bruni (79e)
- 1 transformation de Boffelli (79e)
- 1 pénalité de Boffelli (4e)

Évolution du score : 0-3, 3-3, 6-3, 9-3, 12-3, 15-3, 18-3, 21-3, 24-3, 27-3, 27-10 
Arbitre :  Mathieu Raynal
Touche :  Pierre Brousset /  Ben O'Keeffe 
Vidéo :  Marius Jonker
Résumé : 
| Angleterre · Titulaires · 15 Freddie Steward · 14 Jonny May · 13 Joe Marchant · 12 Manu Tuilagi · 11 Elliot Daly · 10 George Ford · 9 Alex Mitchell · 8 Ben Earl · 7 Tom Curry 3e · 6 Courtney Lawes · 5 Ollie Chessum · 4 Maro Itoje · 3 Dan Cole · 2 Jamie George · 1 Ellis Genge · Remplaçants · 16 Theo Dan · 17 Joe Marler · 18 Will Stuart · 19 George Martin · 20 Lewis Ludlam · 21 Danny Care · 22 Marcus Smith · 23 Ollie Lawrence · Entraîneur · Steve Borthwick |  | Argentine · Titulaires · Juan Cruz Mallía 15 · Emiliano Boffelli 14 · Lucio Cinti 13 · Santiago Chocobares 12 · Mateo Carreras 11 · 9e à 19e Santiago Carreras 10 · Gonzalo Bertranou 9 · Juan Martín González 8 · Marcos Kremer 7 · Pablo Matera 6 · Tomás Lavanini 5 · Matías Alemanno 4 · Francisco Gómez Kodela 3 · Julián Montoya 2 · Thomas Gallo 1 · Remplaçants · Agustín Creevy 16 · Joel Sclavi 17 · Eduardo Bello 18 · Guido Petti 19 · Pedro Rubiolo 20 · Rodrigo Bruni 21 · Lautaro Bazán 22 · Matías Moroni 23 · Entraîneur · Michael Cheika |

### Japon - Chili
Homme du match :  Amato Fakatava
Points marqués :

Japon :
- 6 essais de Fakatava (8e, 40e), Naikabula (ja) (29e), Leitch (52e), Nakamura (71e) et Dearns (79e)
- 6 transformations de Matsuda (8e, 29e, 40e, 52e, 71e, 79e)

Chili :
- 2 essais de Fernández (6e) et A. Escobar (49e)
- 1 transformation de S. Videla (6e)

Évolution du score : 0-7, 7-7, 14-7, 21-7, 21-12, 28-12, 35-12, 42-12 
Arbitre :  Nic Berry
Touche :  Karl Dickson /  Andrea Piardi 
Vidéo :  Tom Foley
Résumé : 
| Japon · Titulaires · 15 Semisi Masirewa · 14 Kotaro Matsushima · 13 Dylan Riley 46e à 56e · 12 Ryoto Nakamura · 11 Jone Naikabula (ja) · 10 Rikiya Matsuda · 9 Yutaka Nagare · 8 Jack Cornelsen · 7 Kanji Shimokawa · 6 Michael Leitch · 5 Amato Fakatava · 4 Amanaki Saumaki · 3 Koo Ji-won · 2 Atsushi Sakate · 1 Keita Inagaki · Remplaçants · 16 Shota Horie · 17 Craig Millar · 18 Asaeli Ai Valu · 19 Warner Dearns · 20 Shota Fukui (ja) · 21 Naoto Saito · 22 Tomoki Osada (ja) · 23 Lomano Lemeki · Entraîneur · Jamie Joseph |  | Chili · Titulaires · Iñaki Ayarza 15 · Santiago Videla 14 · Domingo Saavedra 13 · Matías Garafulic (en) 12 · Francisco Velarde 11 · Rodrigo Fernández 10 · Marcelo Torrealba 9 · Alfonso Escobar 8 · Raimundo Martínez (en) 7 · 37e à 47e Martín Sigren 6 · Javier Eissmann 5 · Clemente Saavedra 4 · 23e à 33e Matías Dittus 3 · Diego Escobar 2 · Javier Carrasco 1 · Remplaçants · Augusto Böhme 16 · Salvador Lues (en) 17 · Iñaki Gurruchaga 18 · Pablo Huete 19 · Santiago Pedrero 20 · Ignacio Silva (en) 21 · Lukas Carvallo 22 · José Larenas 23 · Entraîneur · Pablo Lemoine |

### Samoa - Chili
Homme du match :  Theo McFarland
Points marqués :

Samoa :
- 5 essais de Paia'aua (42e), Taumateine (42e), Lee (48e) et Malolo (53e, 80e+1)
- 3 transformations de Leali'ifano (42e, 53e) et Sopoaga (80e+2)
- 4 pénalités de Leali'ifano (5e, 11e, 15e, 37e)

Chili :
- 1 essai de Dittus (7e)
- 1 transformation de S. Videla (7e)
- 1 pénalité de M. Garafulic (en) (31e)

Évolution du score : 3-0, 3-7, 6-7, 9-7, 9-10, 12-10 19-10, 24-10, 29-10, 36-10, 43-10
Arbitre :  Paul Williams
Touche :  Angus Gardner /  James Doleman (en) 
Vidéo :  Brett Cronan
Résumé : 
| Samoa · Titulaires · 15 Duncan Paia'aua · 14 Danny Toala · 13 Ulupano Seuteni 6e à 16e · 12 Tumua Manu · 11 Nigel Ah Wong · 10 Christian Leali'ifano · 9 Jonathan Taumateine · 8 Steven Luatua · 7 Fritz Lee · 6 Taleni Seu · 5 Theodore McFarland · 4 Chris Vui · 3 Michael Alaalatoa · 2 Seilala Lam · 1 James Lay · Remplaçants · 16 Sama Malolo · 17 Jordan Lay · 18 Paul Alo-Emile · 19 Sam Slade · 20 Jordan Taufua · 21 Ereatara Enari 63e à 73e · 22 Lima Sopoaga · 23 Ed Fidow · Entraîneur · Seilala Mapusua |  | Chili · Titulaires · Iñaki Ayarza 15 · Santiago Videla 14 · Domingo Saavedra 13 · Matías Garafulic (en) 12 · José Larenas 11 · Rodrigo Fernández 10 · Marcelo Torrealba 9 · Raimundo Martínez (en) 8 · Clemente Saavedra 7 · Martín Sigren 6 · Santiago Pedrero 5 · Pablo Huete 4 · Matías Dittus 3 · Tomás Dussaillant 2 · Javier Carrasco 1 · Remplaçants · Diego Escobar 16 · Salvador Lues (en) 17 · 70e à 80e Esteban Inostroza 18 · Javier Eissmann 19 · 62e à 72e Alfonso Escobar 20 · Ignacio Silva (en) 21 · Benjamín Videla 22 · Pablo Casas 23 · Entraîneur · Pablo Lemoine |

### Angleterre - Japon
Homme du match :  George Ford
Points marqués :

Angleterre :
- 4 essais de Ludlam (24e), Lawes (56e), Steward (66e) et Marchant (81e)
- 4 transformation de Ford (24e, 56e, 66e, 81e)
- 2 pénalités de Ford (4e, 40e+2)

Japon : 
- 4 pénalités de Matsuda (15e, 23e, 31e, 54e)

Évolution du score : 3-0, 3-3, 3-6, 10-6, 10-9, 13-9, 13-12, 20-12, 27-12, 34-12
Arbitre :  Nika Amashukeli
Touche :  Nic Berry /  Andrea Piardi 
Vidéo :  Joy Neville
Résumé : 
| Angleterre Titulaires 15 Freddie Steward 14 Jonny May 13 Joe Marchant 12 Manu Tuilagi 11 Elliot Daly 10 George Ford 9 Alex Mitchell 8 Lewis Ludlam 7 Ben Earl 6 Courtney Lawes 5 Ollie Chessum 4 Maro Itoje 3 Kyle Sinckler 2 Jamie George 1 Joe Marler Remplaçants 16 Theo Dan 17 Ellis Genge 18 Will Stuart 19 George Martin 20 Billy Vunipola 21 Ben Youngs 22 Marcus Smith 23 Ollie Lawrence Entraîneur Steve Borthwick |  | Japon Titulaires Semisi Masirewa 15 Kotaro Matsushima 14 Tomoki Osada (ja) 13 Ryoto Nakamura 12 Jone Naikabula (ja) 11 Rikiya Matsuda 10 Yutaka Nagare 9 Kazuki Himeno 8 Lappies Labuschagné 7 Michael Leitch 6 Amato Fakatava 5 Jack Cornelsen 4 Koo Ji-won 3 Shota Horie 2 Keita Inagaki 1 Remplaçants Atsushi Sakate 16 Craig Millar 17 Asaeli Ai Valu 18 Warner Dearns 19 Kanji Shimokawa 20 Naoto Saito 21 Dylan Riley 22 Lomano Lemeki 23 Entraîneur Jamie Joseph |

### Argentine - Samoa
Homme du match :  Emiliano Boffelli
Points marqués :

Argentine : 
- 1 essai de Boffelli (11e)
- 1 transformation de Boffelli (11e)
- 4 pénalités de Boffelli (26e, 35e, 56e) et Sánchez (81e)

Samoa :
- 1 essai de Malolo (76e)
- 1 transformation de Leuila (76e)
- 1 pénalité de Christian Leali'ifano (29e)

Évolution du score : 7-0, 10-0, 10-3 13-3, 16-3, 16-10, 19-10
Arbitre :  Nic Berry
Touche :  Nika Amashukeli /  Jordan Way (en) 
Vidéo :  Brett Cronan
Résumé : 
| Argentine · Titulaires · 15 Juan Cruz Mallía · 14 Emiliano Boffelli · 13 Matías Moroni · 12 Santiago Chocobares · 11 Mateo Carreras · 10 Santiago Carreras · 9 Gonzalo Bertranou · 8 Juan Martín González · 7 Marcos Kremer · 6 Pablo Matera · 5 Matías Alemanno · 4 Guido Petti Pagadizábal · 3 Eduardo Bello 42e · 2 Julián Montoya · 1 Thomas Gallo · Remplaçants · 16 Agustín Creevy · 17 Mayco Vivas · 18 Francisco Gómez Kodela 42e · 19 Pedro Rubiolo · 20 Rodrigo Bruni · 21 Tomás Cubelli · 22 Nicolás Sánchez · 23 Lucio Cinti · Entraîneur · Michael Cheika |  | Samoa · Titulaires · 1e à 11e Duncan Paia'aua 15 · Nigel Ah Wong 14 · Ulupano Seuteni 13 · Tumua Manu 12 · Ben Lam 11 · Christian Leali'ifano 10 · Jonathan Taumateine 9 · Steven Luatua 8 · Fritz Lee 7 · Theo McFarland 6 · Chris Vui 5 · Brian Alainu'uese 4 · Paul Alo-Emile 3 · Seilala Lam 2 · James Lay 1 · Remplaçants · Sama Malolo 16 · Charlie Faumuina 17 · Michael Alaalatoa 18 · Taleni Seu 19 · Jordan Taufua 20 · Melani Matavao 21 · D'Angelo Leuila 22 · Danny Toala 23 · Entraîneur · Seilala Mapusua |

### Angleterre - Chili
Homme du match :  Henry Arundell
Points marqués :

Angleterre :
- 11 essais de Arundell (21e, 31e, 49e, 61e, 70e), Dan (25e, 47e), Rodd (36e), Smith (40e+1, 77e) et Willis (40e+1)
- 8 transformations de Farrell (21e, 36e, 40e+1, 47e, 49e, 61e, 77e, 80e+1)

Chili : aucun
Évolution du score : 5-0, 10-0, 17-0, 24-0 31-0, 38-0, 45-0, 52-0, 57-0, 64-0, 71-0
Arbitre :  Jaco Peyper
Touche :  Pierre Brousset /  Andrea Piardi 
Vidéo :  Marius Jonker
Résumé : 
| Angleterre Titulaires 15 Marcus Smith 14 Henry Arundell 13 Elliot Daly 12 Ollie Lawrence 11 Max Malins 10 Owen Farrell 9 Danny Care 8 Billy Vunipola 7 Jack Willis 6 Lewis Ludlam 5 George Martin 4 David Ribbans 3 Kyle Sinckler 2 Theo Dan 1 Bevan Rodd Remplaçants 16 Jack Walker 17 Joe Marler 18 Will Stuart 19 Ollie Chessum 20 Ben Earl 21 Ben Youngs 22 George Ford 23 Joe Marchant Entraîneur Steve Borthwick |  | Chili Titulaires Francisco Urroz 15 Cristóbal Game 14 Domingo Saavedra 13 Matías Garafulic (en) 12 Francisco Velarde 11 Rodrigo Fernández 10 Benjamín Videla 9 Alfonso Escobar 8 Ignacio Silva (en) 7 Martín Sigren 6 Javier Eissmann 5 Clemente Saavedra 4 Matías Dittus 3 Augusto Böhme 2 Salvador Lues (en) 1 Remplaçants Tomás Dussaillant 16 Vittorio Lastra 17 Iñaki Gurruchaga 18 Pablo Huete 19 Thomas Orchard 20 Raimundo Martínez (en) 21 Lukas Carvallo 22 Iñaki Ayarza 23 Entraîneur Pablo Lemoine |

### Japon - Samoa
Homme du match :  Lomano Lemeki
Points marqués :

Japon :
- 3 essais de Labuschagné (14e), Leitch (33e) et Kazuki Himeno (50e)
- 2 transformations de Matsuda (14e, 33e)
- 3 pénalités de Matsuda (29e, 57e, 76e)

Samoa :
- 3 essais de S. Lam (39e), Paia'aua (66e) et Leali'ifano (79e)
- 2 transformations de Leali'ifano (66e, 79e)
- 1 pénalité de Leuila (26e)

Évolution du score : 7-0, 7-3, 10-3, 17-3, 17-8, 22-8, 25-8, 25-15, 28-15, 28-22
Arbitre :  Jaco Peyper
Touche :  Ben O'Keeffe /  Craig Evans (en) 
Vidéo :  Marius Jonker
Résumé : 
| Japon Titulaires 15 Lomano Lemeki 14 Kotaro Matsushima 13 Dylan Riley 12 Ryoto Nakamura 11 Jone Naikabula (ja) 10 Rikiya Matsuda 9 Yutaka Nagare 8 Kazuki Himeno 7 Lappies Labuschagné 6 Michael Leitch 5 Amato Fakatava 4 Jack Cornelsen 3 Koo Ji-won 2 Shota Horie 1 Keita Inagaki Remplaçants 16 Atsushi Sakate 17 Craig Millar 18 Asaeli Ai Valu 19 Warner Dearns 20 Kanji Shimokawa 21 Kenta Fukuda 22 Lee Seung-Sin 23 Tomoki Osada (ja) Entraîneur Jamie Joseph |  | Samoa Titulaires Duncan Paia'aua 15 Ed Fidow 14 Tumua Manu 13 D'Angelo Leuila 12 Ben Lam 11 Christian Leali'ifano 10 Jonathan Taumateine 9 Jordan Taufua 8 Fritz Lee 7 Taleni Seu 6 Theo McFarland 5 Chris Vui 4 Paul Alo-Emile 3 Seilala Lam 2 James Lay 1 Remplaçants Sama Malolo 16 Jordan Lay 17 Michael Alaalatoa 18 Steven Luatua 19 Alamanda Motuga 20 Melani Matavao 21 Neria Fomai (en) 22 Danny Toala 23 Entraîneur Seilala Mapusua |

### Argentine - Chili
Homme du match :  Nicolás Sánchez
Points marqués :

Argentine :
- 8 essais de Sánchez (10e), González (17e, 69e), Creevy (24e), Bogado (47e), Isgró (65e), Ruiz (78e) et S. Carreras (80e)
- 8 transformations de Sánchez (10e, 17e, 24e, 47e, 65e, 69e) et S. Carreras (78e, 80e)
- 1 pénalité de Sánchez (14e)

Chili :
- 1 essai de Dussaillant

Évolution du score : 7-0, 10-0, 17-0, 24-0, 31-0, 38-0, 46-0, 46-5, 51-5, 58-5
Arbitre :  Paul Williams
Touche :  Andrew Brace /  Chris Busby (en) 
Vidéo :  Ben Whitehouse (en)
Résumé : 
| Argentine Titulaires 15 Martín Bogado 14 Rodrigo Isgró 13 Lucio Cinti 12 Jerónimo de la Fuente 11 Juan Imhoff 10 Nicolás Sánchez 9 Tomás Cubelli 8 Facundo Isa 7 Marcos Kremer 6 Juan Martín González 5 Pedro Rubiolo 4 Guido Petti 3 Eduardo Bello 2 Agustín Creevy 1 Joel Sclavi Remplaçants 16 Ignacio Ruiz 17 Mayco Vivas 18 Francisco Gómez Kodela 19 Matías Alemanno 20 Joaquín Oviedo 21 Lautaro Bazán 22 Mateo Carreras 23 Juan Cruz Mallía Entraîneur Michael Cheika |  | Chili Titulaires Iñaki Ayarza 15 Santiago Videla 14 Domingo Saavedra 13 Matías Garafulic (en) 12 José Larenas 11 Rodrigo Fernández 10 Marcelo Torrealba 9 Raimundo Martínez (en) 8 Clemente Saavedra 7 Martín Sigren 6 Javier Eissmann 5 Santiago Pedrero 4 Matías Dittus 3 Augusto Böhme 2 Javier Carrasco 1 Remplaçants Tomás Dussaillant 16 Salvador Lues (en) 17 Esteban Inostroza 18 Augusto Sarmiento 19 Alfonso Escobar 20 Ignacio Silva (en) 21 Nicolas Herreros 22 Francisco Urroz 23 Entraîneur Pablo Lemoine |

### Angleterre - Samoa
Homme du match :  Lima Sopoaga
Points marqués :

Angleterre :
- 2 essais de Chessum (10e) et Care (74e)
- 1 transformation de Farrell (74e)
- 2 pénalités de Farrell (19e, 58e)

Samoa :
- 2 essais de Ah Wong (23e, 29e)
- 2 transformations de Sopoaga (23e, 29e)
- 1 pénalité de Sopoaga (48e)

Évolution du score : 5-0, 8-0, 8-7, 8-14, 8-17, 11-17, 18-17
Arbitre :  Andrew Brace
Touche :  Nika Amashukeli /  Chris Busby (en) 
Vidéo :  Brian MacNeice
Résumé : 
| Angleterre Titulaires 15 Freddie Steward 14 Joe Marchant 13 Manu Tuilagi 12 Owen Farrell 11 Jonny May 10 George Ford 9 Alex Mitchell 8 Ben Earl 7 Tom Curry 6 Courtney Lawes 5 Ollie Chessum 4 Maro Itoje 3 Dan Cole 2 Jamie George 1 Ellis Genge Remplaçants 16 Theo Dan 17 Joe Marler 18 Kyle Sinckler 19 George Martin 20 Billy Vunipola 21 Danny Care 22 Marcus Smith 23 Ollie Lawrence Entraîneur Steve Borthwick |  | Samoa Titulaires Duncan Paia'aua 15 Nigel Ah Wong 14 Tumua Manu 13 Danny Toala 12 Neria Fomai (en) 11 Lima Sopoaga 10 Jonathan Taumateine 9 Steven Luatua 8 Fritz Lee 7 Theo McFarland 6 Brian Alainu'uese 5 Sam Slade 4 Michael Alaalatoa 3 Sama Malolo 2 Jordan Lay 1 Remplaçants Seilala Lam 16 James Lay 17 Paul Alo-Emile 18 So'otala Fa'aso'o 19 Alamanda Motuga 20 Melani Matavao 21 Christian Lealiifano 22 Miracle Fai'ilagi 23 Entraîneur Seilala Mapusua |

### Japon - Argentine
Homme du match :  Mateo Carreras
Points marqués :

Japon :
- 3 essais de Fakatava (17e), Saito (40e) et Naikabula (ja) (66e)
- 3 transformations de Matsuda (17e, 40e, 66e)
- 1 pénalité de Matsuda (53e)
- 1 drop de Lemeki (57e)

Argentine :
- 5 essais de Chocobares (3e), M. Carreras (29e, 47e, 68e) et Boffelli (59e)
- 4 transformations de Boffelli (3e, 47e, 59e) et Sánchez (68e)
- 2 pénalités de Boffelli (36e) et Sánchez (74e)

Évolution du score : 0-7, 7-7, 7-12, 7-15 14-15, 14-22, 17-22, 20-22, 20-29, 27-29, 27-36, 27-39
Arbitre :  Ben O'Keeffe
Touche :  Paul Williams /  James Doleman (en) 
Vidéo :  Brendon Pickerill (en)
Résumé : 
| Japon Titulaires 15 Lomano Lemeki 14 Kotaro Matsushima 13 Dylan Riley 12 Ryoto Nakamura 11 Siosaia Fifita 10 Rikiya Matsuda 9 Naoto Saito 8 Kazuki Himeno 7 Lappies Labuschagné 6 Michael Leitch 5 Amato Fakatava 4 Jack Cornelsen 3 Koo Ji-won 2 Shota Horie 1 Keita Inagaki Remplaçants 16 Atsushi Sakate 17 Craig Millar 18 Asaeli Ai Valu 19 Warner Dearns 20 Amanaki Saumaki 21 Yutaka Nagare 22 Ryohei Yamanaka 23 Naikabula (ja) Entraîneur Jamie Joseph |  | Argentine Titulaires Juan Cruz Mallía 15 Emiliano Boffelli 14 Lucio Cinti 13 Santiago Chocobares 12 Mateo Carreras 11 Santiago Carreras 10 Gonzalo Bertranou 9 Juan Martín González 8 Marcos Kremer 7 Pablo Matera 6 Tomás Lavanini 5 Guido Petti Pagadizábal 4 Francisco Gómez Kodela 3 Julián Montoya 2 Thomas Gallo 1 Remplaçants Agustín Creevy 16 Joel Sclavi 17 Eduardo Bello 18 Matías Alemanno 19 Pedro Rubiolo 20 Lautaro Bazán 21 Nicolás Sánchez 22 Matías Moroni 23 Entraîneur Michael Cheika |